# Le Vieil-Évreux
Le Vieil-Évreux és un municipi francès situat al departament de l'Eure i a la regió de Normandia. L'any 2007 tenia 736 habitants.

## Demografia

### Població
El 2007 la població de fet de Le Vieil-Évreux era de 736 persones. Hi havia 275 famílies de les quals 60 eren unipersonals (36 homes vivint sols i 24 dones vivint soles), 76 parelles sense fills, 131 parelles amb fills i 8 famílies monoparentals amb fills.
La població ha evolucionat segons el següent gràfic:
Habitants censats

### Habitatges
El 2007 hi havia 292 habitatges, 279 eren l'habitatge principal de la família, 3 eren segones residències i 10 estaven desocupats. 272 eren cases i 19 eren apartaments. Dels 279 habitatges principals, 231 estaven ocupats pels seus propietaris, 42 estaven llogats i ocupats pels llogaters i 6 estaven cedits a títol gratuït; 1 tenia una cambra, 14 en tenien dues, 24 en tenien tres, 71 en tenien quatre i 169 en tenien cinc o més. 244 habitatges disposaven pel capbaix d'una plaça de pàrquing. A 97 habitatges hi havia un automòbil i a 170 n'hi havia dos o més.

### Piràmide de població
La piràmide de població per edats i sexe el 2009 era:
| Homes | Edats   | Dones |
| ----- | ------- | ----- |
| 0     | 95 o +  | 0     |
| 0     | 90 a 94 | 1     |
| 1     | 85 a 89 | 1     |
| 3     | 80 a 84 | 4     |
| 3     | 75 a 79 | 7     |
| 9     | 70 a 74 | 10    |
| 13    | 65 a 69 | 9     |
| 9     | 60 a 64 | 10    |
| 23    | 55 a 59 | 14    |
| 24    | 50 a 54 | 26    |
| 26    | 45 a 49 | 23    |
| 48    | 40 a 44 | 34    |
| 39    | 35 a 39 | 38    |
| 30    | 30 a 34 | 33    |
| 19    | 25 a 29 | 27    |
| 16    | 20 a 24 | 14    |
| 32    | 15 a 19 | 31    |
| 40    | 10 a 14 | 45    |
| 23    | 5 a 9   | 32    |
| 24    | 0 a 4   | 17    |

## Economia
El 2007 la població en edat de treballar era de 520 persones, 395 eren actives i 125 eren inactives. De les 395 persones actives 369 estaven ocupades (205 homes i 164 dones) i 26 estaven aturades (11 homes i 15 dones). De les 125 persones inactives 39 estaven jubilades, 52 estaven estudiant i 34 estaven classificades com a «altres inactius».

### Ingressos
El 2009 a Le Vieil-Évreux hi havia 279 unitats fiscals que integraven 737 persones, la mediana anual d'ingressos fiscals per persona era de 20.507 €.

### Activitats econòmiques
Dels 119 establiments que hi havia el 2007, 1 era d'una empresa extractiva, 1 d'una empresa de fabricació de material elèctric, 6 d'empreses de fabricació d'altres productes industrials, 22 d'empreses de construcció, 22 d'empreses de comerç i reparació d'automòbils, 4 d'empreses de transport, 4 d'empreses d'hostatgeria i restauració, 3 d'empreses d'informació i comunicació, 6 d'empreses financeres, 4 d'empreses immobiliàries, 33 d'empreses de serveis, 9 d'entitats de l'administració pública i 4 d'empreses classificades com a «altres activitats de serveis».
Dels 26 establiments de servei als particulars que hi havia el 2009, 4 eren tallers de reparació d'automòbils i de material agrícola, 3 paletes, 3 fusteries, 6 lampisteries, 4 electricistes, 3 empreses de construcció, 1 restaurant, 1 agència immobiliària i 1 saló de bellesa.
Dels 4 establiments comercials que hi havia el 2009, 1 era una botiga de material de revestiment de parets i terra, 2 joieries i 1 una joieria.
L'any 2000 a Le Vieil-Évreux hi havia 10 explotacions agrícoles que ocupaven un total de 732 hectàrees.

## Equipaments sanitaris i escolars
El 2009 hi havia una escola maternal integrada dins d'un grup escolar amb les comunes properes formant una escola dispersa.

## Poblacions més properes
El següent diagrama mostra les poblacions més properes.